# Macarena Cardone
Macarena Cardone Armendáriz (Santiago, Chile), es una productora ejecutiva de televisión y cine chilena.

## Estudios
Estudió Publicidad en la Universidad Diego Portales (Santiago, Chile). Luego hizo un Máster de Cine y TV en la Escola Superior de Cinema i Audiovisuals de Catalunya (Barcelona, España), un postgrado en Tecnologías Digitales y Creación Contemporánea, en el Media Centre of Art & Design (Barcelona, España) y por último, un Máster de Cine y Documental de Creación, en la Universidad Pompeu Fabra (Barcelona, España). Hizo sus prácticas profesionales en la productora MTV (Miami, Estados Unidos) y en la productora Village Film (Miami, Estados Unidos).

## Carrera profesional
Entre 2001 y 2003 trabajó como productora general en la productora The Lift (Barcelona, España). En 2004 entró a trabajar en Roos Film (Santiago, Chile) productora en la que trabaja hasta el 2008. En 2009 creó, junto a su hermano Matías Cardone, la productora Invercine , para desarrollar y producir contenido de calidad y relevancia social, con llegada masiva a las audiencias del mundo.
Ha producido series como Noticia de un Secuestro,  Ganadora de 4 premios Platino 2023, Amazon Prime, Dignidad (StoryHouse, Red Arrow, Mega, Joyn), Mary & Mike (CHV y Turner), Bim Bam Bum (TVN), La Canción de tu Vida (CHV), Niños Inmigrantes (TVN), 12 Días que Estremecieron a Chile (CHV), además de las series documentales Reportero en Tiempos de Crisis (CHV) y Cazadores de la Luz (13C). También fue productora asociada de la serie Ramona (TVN). En cine ha sido productora ejecutiva de películas como Bombal, Las Cosas como Son, El Derechazo, Los Jetas, Un Caballo Llamado Elefante y los documentales Palabras Cruzadas y Roberto Bolaño: La Batalla Futura. Actualmente es directora de APCT (Asociación de Productores de Chile) y Cinemachile.

## Filmografía
Productora Ejecutiva en series de televisión:
- Noticia de un Secuestro (2022), producido por Invercine & Wood y Amazon Prime Video.
- Los Jaivas, todos juntos (2020), producido por Invercine & Wood y Canal 13.
- Dignidad (2019), producido por Invercine & Wood, Story House, Mega, Red Arrow Studios International, CNTV, Joyn.
- Mary & Mike (2018), producido por Invercine & Wood, Turner, Chilevisión, CNTV.
- Ramona (2017), producido por Wood Producciones, TVN, CNTV.
- Cazadores de la luz (2013), producido por Canal 13 e Invercine Producciones.
- Niños inmigrantes (2014 y 2018), producido por Invercine Producciones y TVN.
- Reportero En Tiempo De Crisis (2016), producido por Invercine Producciones y Chilevisión.
- La Canción de tu Vida (2014), producido por Invercine Producciones y TVN.
- Bim Bam Bum (2012), producido por Invercine Producciones y TVN.
- 12 días que estremecieron a Chile (2010), producido por Invercine Producciones y Chilevisión.

Productora Ejecutiva en largometrajes:
- Vicente Ruiz: A Tiempo Real (2022), documental dirigido por Julio Jorquera y Matias Cardone.
- Roberto Bolaño: la batalla futura (2017), documental dirigido por Ricardo House.
- Palabras cruzadas: los amigos de Matta-Clark (2016), documental dirigido por Matías Cardone.
- Un caballo llamado elefante (2016), ficción dirigido por Andrés Waissbluth.
- Los Jetas (2014), ficción dirigido por Emilio Romero.
- El Derechazo (2013), ficción dirigido por Lalo Prieto.
- Las cosas como son (2013), ficción dirigido por Fernando Lavanderos.
- Mapocho (2013), documental dirigido por Matías Cardone.
- Bombal (2012), ficción dirigido por Marcelo Ferrari.

Productora general:
- Franja Electoral Marco Enriquez Ominami (2009)
- Bluebeard (2009)
- Aquí no hay quien viva Chile (2009)
- A man without a country (2008)

Jefa de producción:
- Huaiquimán y Tolosa (2007)
- Búscate la vida (2007)
- La otra cara del espejo (2006)
- Urgencias (2005)
- Capicua

- Datos: Q97014553